# Harka (pel·lícula)
Harka és una pel·lícula dramàtica coproduïda internacionalment del 2022, escrita i dirigida per Lotfy Nathan, en el seu debut com a director narratiu, inspirada en la immolació de Mohamed Bouazizi que va provocar la revolució tunisiana i la Primavera Àrab el 2010 i el 2011. És protagonitzada per Adam Bessa, Salima Maatoug, Ikbal Harbi i Najib Allagui. S'ha doblat i subtitulat al català.
Es va estrenar al Festival de Canes de 2022 el 19 de maig de 2022, a la secció Un certain regard, on l'actor protagonista Adam Bessa va guanyar el premi a la millor interpretació. Es va estrenar als cinemes de França a càrrec de Dulac Distribution el 2 de novembre de 2022.